# Leven en Dood, Twilight herschreven
Leven en Dood, Twilight herschreven (in het Engels: Life and Death, Twilight Reimagined) is een voor het tienjarig jubileum van Twilight herschreven versie van die roman, geschreven door Stephenie Meyer. In dit boek zijn alle personages uit Twilight van geslacht verwisseld, op een paar uitzonderingen na. Het boek kwam uit in oktober 2015 als onderdeel van een jubileum-omnibus, maar werd later ook los uitgegeven.

## Plot
Het verhaal van Leven en Dood, Twilight herschreven volgt Beaufort 'Beau' Swan, een zeventienjarige jongen die zijn zonnige thuisstad Phoenix in Arizona verlaat om te verhuizen naar Forks in Washington. Daar zal hij de rest van zijn middelbareschooltijd doorbrengen bij zijn van hem vervreemde vader, politiechef Charlie Swan.
Hoewel Beau in Phoenix nooit veel vrienden had, trekt hij op zijn nieuwe school al snel de aandacht en raakt hij bevriend met verschillende medeleerlingen. Tot zijn grote frustratie dingen meerdere meisjes naar zijn aandacht.
Wanneer Beau op zijn eerste schooldag het biologielokaal binnenloopt, blaast een ventilator zijn geur in de richting van Edythe Cullen. Hij gaat naast haar zitten, maar zij lijkt walging te voelen in zijn aanwezigheid, wat Beau diep kwetst. Ze verdwijnt vervolgens een paar dagen van school, maar bij haar terugkomst ontdooit ze en groeit hun band. Hun beginnende relatie wordt abrupt verstoord wanneer Beau bijna wordt verpletterd door een busje op het schoolplein. Edythe redt hem door het voertuig met slechts haar hand tegen te houden.
Tijdens een uitstapje naar La Push weet Beau een jeugdvriendin, Julie 'Jules' Black van de Quileute-stam, ertoe te verleiden hem de lokale stammenlegendes te vertellen. Zo ontdekt hij waarom de Cullens, ondanks dat ze al twee jaar in Forks wonen, nooit echt door de plaatselijke bevolking geaccepteerd zijn. Julie noemt de Cullens en zegt dat de meeste mensen op het reservaat geloven dat ze vampiers zijn, hoewel zij dat zelf niet denkt. Tijdens een bezoek aan Port Angeles redt Edythe Beau opnieuw, ditmaal van een groep criminelen die hem willen vermoorden. Beau vraagt haar of wat Julie over haar familie zei, waar is. Edythe geeft toe dat zij en haar familie vampiers zijn, maar vertelt dat ze alleen dierenbloed drinken om te voorkomen dat ze in monsters veranderen, in tegenstelling tot andere vampiers.
De relatie tussen Edythe en Beau verdiept zich en ze worden verliefd. Hun grootste obstakel is dat Beaus geur voor Edythe honderd keer verleidelijker is dan die van welk ander mens dan ook, wat het voor haar moeilijk maakt haar drang om hem te doden te onderdrukken. Toch lukt het hen een tijdje om veilig samen te zijn.
Hun ogenschijnlijk perfecte relatie wordt verstoord wanneer een ander vampierengroep Forks binnenkomt. Joss, een sadistische vampier die op mensen jaagt voor haar plezier, besluit dat ze Beau wil opjagen. De familie Cullen probeert haar af te leiden door Beau en Edythe van elkaar te scheiden, en Beau wordt ondergebracht in een hotel in Phoenix. Daar ontvangt hij een telefoontje van Joss, die beweert dat ze zijn moeder heeft ontvoerd. Beau voelt zich genoodzaakt zichzelf aan haar over te geven en begeeft zich naar een oude balletstudio in de buurt van zijn moeders huis. Wanneer hij Joss ontmoet, ontdekt hij dat zijn moeder daar helemaal niet is en veilig blijkt te zijn. Joss valt Beau aan, maar voordat ze hem kan doden, komen Edythe en de rest van de Cullens hem redden. Helaas heeft Joss hem al gebeten en is het vampierengif te ver gevorderd in zijn lichaam, waardoor Beau uiteindelijk in een vampier verandert. De Cullens faken zijn dood om zijn privacy te beschermen. Hij blijft bij Edythe en ze raken verloofd.
Enige tijd later confronteren de Quileute-wolven de Cullens, in de veronderstelling dat zij verantwoordelijk zijn voor Beaus dood. Beau en de Cullens slagen erin de waarheid te vertellen aan de wolven, met behulp van een gesprek met stamoudste Bonnie Black.

## Ontvangst
Leven en Dood, Twilight Herschreven is opvallend minder populair dan andere boeken uit de Twilight-reeks. Wel werd het als ongeveer even goed beoordeeld op Goodreads, al heeft het daar veel minder recensies.